# Viša sila
Viša sila ili na latinskom vis major je pravni pojam koji se odnosi na neki spoljašnji događaj koji se nije mogao predvideti, izbeći ili otkloniti.
Postoji nekoliko teorija o višoj sili. Po objektivnoj teoriji viša sila je događaj koji izlazi iz kruga redovnih događaja i u odnosu na osobu koja bi trebalo da se pojavi kao štetnik taj se događaj smatra spoljašnjim. Po subjektivnoj teoriji viša sila je svaki događaj koji se ni uz maksimalnu opreznost osobe nije mogao ni predvideti ni sprečiti. Spoljašnji događaj znači da je izvan stvari ili radnji kojima je prouzrokovana šteta. Kao viša sila najčešće se pojavljuje prirodni događaj (na primer zemljotres), međutim karakter više sile mogu imati i društvene pojave na primer ratovi, zabrane uvoza, izvoza i sl.
Viša sila tipičan je primer isključenja protivpravnosti radnje, pa s obzirom na to razlog oslobođenja odgovornosti za štetu (objektivna odgovornost). Često se po pravilu u ugovorima predviđaju sve buduće okolnosti koje mogu nastati, a na koje ugovorne strane ne mogu uticati, a koje čine ispunjenje ugovora trajno ili privremeno nemogućim. Ako se ostvare pretpostavke primene odredaba o višoj sili, moguća je obustava ispunjenja ili raskid ugovora..

## Literatura
- Mitra's Legal & Commercial Dictionary. Pages 350-351. 4th Edn. Eastern Law House.  978-81-7177-015-1.
- International Business Law and Its Environment. Schaffer, Agusti, Earle. Page 154. 7th Edn. 2008. South-Western Legal Studies in Business Academic.  978-0-324-64967-3.